# My Stories
My Stories jest debiutem muzycznym polskiej wokalistki Amili Zazu. Produkcją i nagraniem albumu zajęli się Alan Glass, Pip Williams, a za teksty odpowiada Amila Zazu. Premierę albumu przekładano dwukrotnie.

## Lista utworów
1. Lunatic
2. Game of Love
3. Something's Gotta Change
4. Him
5. Kiss
6. You'll Be Alright
7. Bad Boy
8. Never Again
9. Our Story
10. Fighter
11. Kiss (Polska Wersja)
12. Something Gotta Change (Wet Fingers mix)